# Historia de los videojuegos (sexta generación)

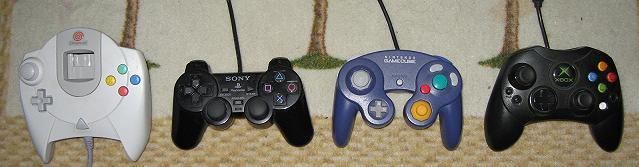
Controles de las consolas más famosas de esta generación.

En la historia de los videojuegos, la era de la "sexta generación" (a veces referida como la era de 128-bit; ver "Bits y poder del sistema" abajo) se refiere a computadoras y videojuegos, consolas de videojuegos, y videojuegos portátiles que estuvieron disponibles en la transición al siglo 21 ya que la generación duró desde 1998 hasta el 2009. Las plataformas de la sexta generación incluyen la Sega Dreamcast, Sony PlayStation 2, Nintendo GameCube, y la Microsoft Xbox. La era comenzó el 27 de noviembre de 1998 con el lanzamiento japonés de la Dreamcast, fue seguido por la PlayStation 2 en marzo de 2000 y el GameCube y Xbox en 2001. La Dreamcast se descontinuó en 2001. La Gamecube se descontinuó en el 2007 y la Xbox en 2008. La PlayStation 2 continuó siendo fabricada en la séptima generación y principios de la octava generación logrando posicionarse en el mercado junto con su sucesora , la Playstation 3, y la competencia respectiva hasta que fue descontinuada a principios del 2013.
La clasificación mediante Bits para las consolas dejó de ser usado en su totalidad con las notables excepciones de las promociones de la Dreamcast y la PS2, ya que advertían tener gráficos de 128-bit en el inicio de la generación. El número de bits citados en los nombres de las consolas se referían al tamaño de palabra (word size) del CPU y fue usado por los comercializadores de hardware para "mostrar el poder" por muchos años. Sin embargo, había muy pocos beneficios comerciales y programables de incrementar el tamaño de palabra más allá de los 64 bits porque resulta en un tamaño enorme de registro para ser procesado y como los incrementos de los registros para los CPU incrementan exponencialmente en un orden de 2^n (donde "n" es el número de bits), la diferencia resulta brutal para un cambio de 64 bits a 128 bits lo que hacía que el tamaño de 64 bits o 32 bits fuera totalmente manejable para las necesidades gráficas y computacionales de procesamiento de los programas de la época. El aumento exponencial base 2 es posible (8,16,32,64,128,256,512,1024), pero hasta que no se requiera procesamientos más complejos en el mercado de las computadoras personales y consolas de videojuegos, los procesadores de 64 bits seguirán en el mercado por un largo tiempo hasta que se le saque todo el provecho posible, tanto comercialmente como computacionalmente. Es por eso que a partir de esta generación el poder de las consolas era medido por otros factores que el tamaño de palabra ya no podía mostrar.
Los últimos juegos oficiales de la Dreamcast fueron lanzados en 2002 (en Norteamérica y Europa) y en 2007 (Japón). Los últimos juegos de Gamecube fueron lanzados en 2006 (Japón) y en 2007 (Norteamérica y Europa). Los últimos juegos de Xbox fueron lanzados en 2007 (Japón) y en 2008 (Norteamérica y Europa). Pro Evolution Soccer 2014 fue el último juego lanzado para PlayStation 2 en 2013.

## Las consolas

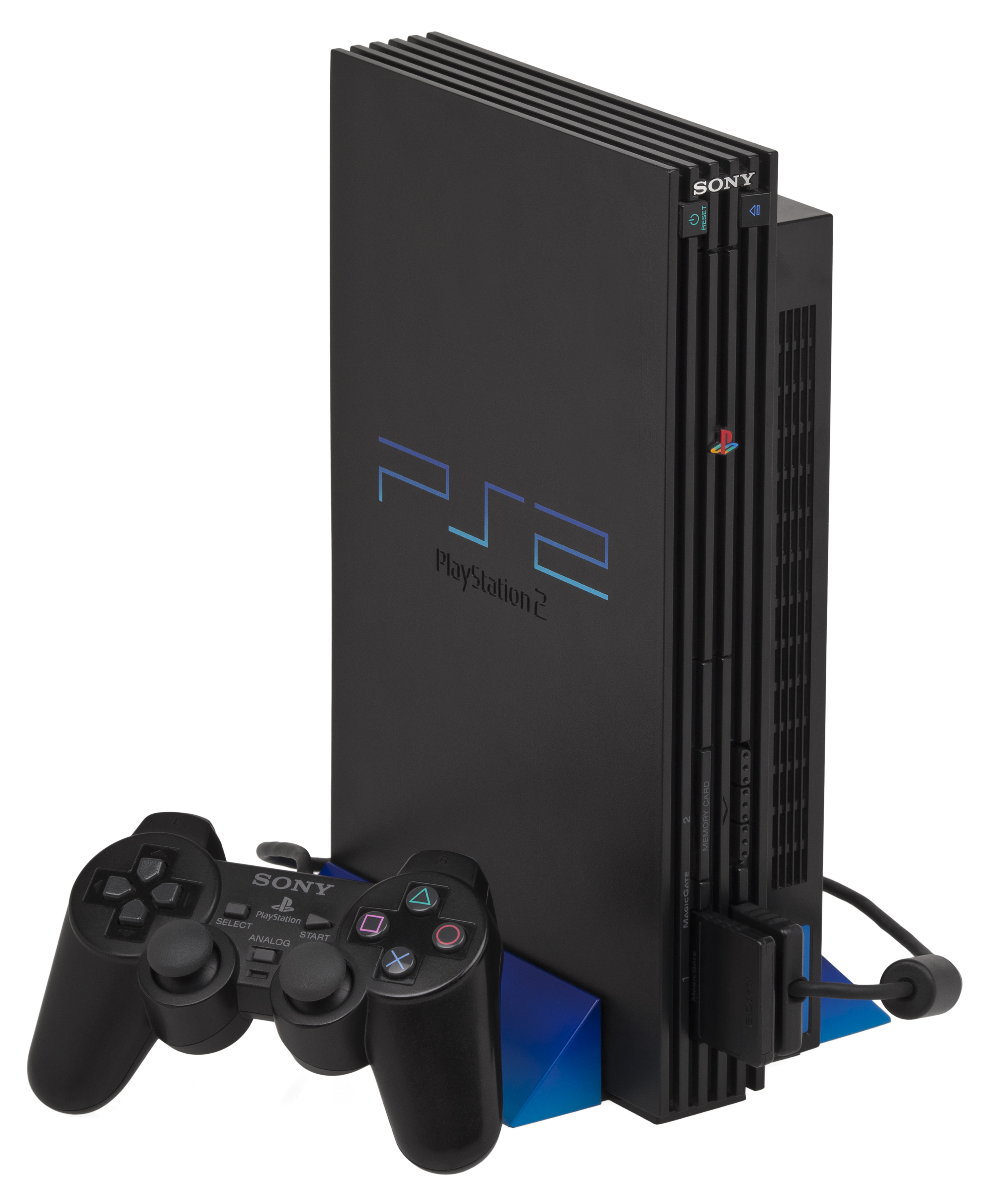
El PlayStation 2 fue la consola mejor vendida de la sexta generación, vendiendo más de 150 millones de sistemas.

El PlayStation 2 logró el dominio de ventas de la generación, convirtiéndose en la consola más vendida en la historia, con más de 150 millones de unidades vendidas para febrero de 2011. El Xbox vendió más de 24 millones de unidades para mayo de 2006, y el Nintendo GameCube con más de 22 millones de unidades para septiembre del 2010. El Sega Dreamcast, que llegó antes que toda la competencia fue descontinuado en el 2001, posicionándose en la cuarta posición con 10.6 millones de unidades vendidas.
La sexta generación comenzó su fin cuando apareció el sucesor de la Xbox, el Xbox 360, a finales del 2005. El GameCube siguió siendo producido aun cuando su sucesor, el Wii fue lanzado a finales del 2006, pero para el junio de 2008 terminó su producción. Las ventas de la PlayStation 2 continuaron fuertes para noviembre de 2010, debido a su gran librería de software, soporte continuo de software y precio accessible.
En febrero de 2008, La Playstation 2 superó a la Playstation 3 y a la Xbox 360 en ventas en los Estados Unidos. Juegos seguían siendo producidos para la Playstation 2, Xbox y la Gamecube en el 2008, mientras que la Dreamcast fue oficialmente descontinuada en el 2003. Todavía había pocos juegos que se producían para la Dreamcast en 2004, pero son esencialmente copias del NAOMI arcade lanzados solamente en Japón, con pequeñas tiradas. En el 2013, la PS2 fue mundialmente descontinuada, acabando así la sexta generación.

### Dreamcast
La Dreamcast de Sega fue la primera consola de la generación y tuvo muchas características para mostrar una ventaja en comparación con la competencia como la inclusión del juego en línea gracias al módem incluido y un navegador de Internet. La Dreamcast fue la primera consola en la historia en permitir el juego en línea mediante un módem de 56 Kbps y una línea telefónica que permitía a los usuarios jugar a distancias muy grandes.
El gran regreso de la consola ayuda a Sega a restaurar su reputación, gracias a juegos exitosos de parte de EA, Ubisoft y Capcom, que fue inicialmente dañada por los anteriores errores garrafales del Sega Saturn, Sega 32X, and Mega-CD. A pesar de esto, la Dreamcast fue descontinuada prematuramente debido a numerosos factores como, principalmente, la inminente llegada de la enormemente publicitada Playstation 2 que frenó las ventas de la Dreamcast antes del lanzamiento, el poco dinero del que disponía Sega a comparación de Sony para publicidad, el DVD incluido de la PS2 y la rumorada llegada al mercado de Microsoft con la que inicialmente Sega se había juntado para incorporar el sistema operativo Windows CE en la Dreamcast, que terminó por ser descartado. Adicionalmente, el breve éxito y soporte de productos como el Mega-CD, el 32X y el Saturn dejó a los desarrolladores y consumidores escépticos con Sega. También tuvo algunos inconvenientes con la venta de juegos originales debido a la piratería; desarmando una sola Dreamcast, mediante una conexión a PC desde su lectora, se pudo hacer copias de sus GD-ROM y luego hacer réplicas en CD-ROM. Con un CD de arranque ya se podían correr las copias, esto representó una desventaja con respecto a la competencia ya que no fue necesario "chipear" la consola y perder la garantía de fábrica.
La decisión de Sega de implementar el GD-ROM (aunque públicamente siendo advertida como CD-ROM) como forma de almacenamiento ayudó a reducir costos pero no logró compararse bien con la capacidad del PS2 de leer DVDs. Sega simplemente no le fue posible o no quiso gastar tanto dinero en publicidad la cual era necesaria para competir con Sony, quienes ellos mismos soportaron grandes pérdidas monetarias en la PlayStation 2 para tener una gran cuota de mercado. Con los anuncios de Xbox y Gamecube a finales de 2000, la consola de Sega empezó a considerarse obsoleta con simplemente dos años después de su lanzamiento. Las últimas pérdidas del Saturn, 32X, y el estancamiento de ventas por culpa de la PlayStation 2 y próxima competencia contra Microsoft y Nintendo causó la disminución de la ganancia y eventualmente anunciaron la descontinuación del sistema a principios del 2001 para concentrarse en la producción de software. Sega también anunció que terminaría el servicio de SegaNet, la comunidad en línea que permitía el juego en línea, y mover los aproximadamente 200,000 subscriptores a Earthlink, ISP.

### PlayStation 2
El PlayStation 2 (PS2) es una Videoconsola que fue manufacturada por Sony Computer Entertainment. Es la segunda entrega de Sony en la serie de consolas de PlayStation. Fue lanzado el 4 de marzo de 2000 en Japón seguido por Norteamérica y Europa más tarde en ese mismo año. Sony compitió con Sega Dreamcast, Microsoft Xbox, y el GameCube de Nintendo.
La PlayStation 2 vino a convertirse en la consola más vendida de la historia tras vender 155 millones de unidades. Más de 3,870 títulos fueron publicados para el PS2 desde su lanzamiento, y más de 1.5 billones de copias han sido vendidas. Sony después mandó manufacturar varias versiones más pequeñas y livianas de la consola, conocidas como los modelos "slimline", y en el 2006 se introdujo a su sucesor, el PlayStation 3.
Incluso con el lanzamiento de la PlayStation 3, la PlayStation 2 se mantuvo popular muy dentro de la séptima generación de consolas y continuó siendo producida hasta el 4 de enero de 2013, Sony finalmente anunció que el Playstation 2 había sido descontinuado después de 13 años de producción; una de las más grandes estancias en el mercado para consolas de videojuegos. A pesar del anuncio, nuevos juegos para la consola siguieron siendo producidos hasta el final del 2013, incluyendo Final Fantasy XI: Seekers of Adoulin para Japón y el Pro Evolution Soccer 2014 para Europa. Sony reveló el PlayStation 4 el siguiente mes, el 20 de febrero de 2013

### GameCube
El GameCube fue lanzado en Japón el 14 de septiembre del 2001. Aproximadamente 500,000 unidades fueron distribuidas a tiempo a los comerciantes. La consola fue programada para ser lanzada dos meses después en Norteamérica el 5 de noviembre de 2001 pero fue pospuesta en un esfuerzo para incrementar el número de unidades disponibles. La consola eventualmente salió en Norteamérica el 18 de noviembre de 2001 con más de 700,000 unidades distribuidas en la región. Otras regiones le siguieron con el lanzamiento el siguiente año empezando por Europa en el segundo cuarto del 2002.
Nintendo es tradicionalmente reconocido por lanzar jugos propios novedosos en series como Super Mario y The Legend of Zelda. Estas series "first-party" continuaron en el GameCube y reforzaron la popularidad del GameCube. Como editor, Nintendo también se concentró en crear nuevas franquicias como Pikmin y Animal Crossing y renovando algunas que se saltaron el Nintendo 64, muy notablemente la serie Metroid con el lanzamiento de Metroid Prime. La consola también vio el éxito con The Legend of Zelda: The Wind Waker y Super Mario Sunshine que fueron muy aclamados por la crítica y el juego más vendido de la consola, el Super Smash Bros. Melee. A pesar del compromiso con su librería de juegos, siguió siendo criticado por no tener muchos juegos en su tiempo de lanzamiento.
Con el GameCube, Nintendo se enfocó en revertir la tendencia como se notó de la cantidad nula de títulos de desarrolladores terceros que tuvo el Nintendo 64. El nuevo disco óptico que introdujo el GameCube incrementó de forma significativa el almacenamiento y redujo los costos en la producción. En su mayor parte, la estrategia funcionó. Juegos exclusivos de alto calibre como Star Wars Rogue Squadron II: Rogue Leader de Factor 5, Resident Evil 4 de Capcom, y Metal Gear Solid: The Twin Snakes de Konami de los cuales fueron muy exitosos. Sega, que se enfocó en el desarrollo "third-party" seguido de la muerte del Dreamcast, ofreció una gran cantidad de soporte para el GameCube incluyendo el Super Monkey Ball y juegos de Sonic. Varios desarrolladores terceros fueron incluso contratados para trabajar en títulos ya existentes de las franquicias de Nintendo, incluyendo Star Fox Assault por Namco y Wario World de Treasure.
Al final, el GameCube falló en reclamar el mercado que había perdido su predecesor, el Nintendo 64. A lo largo de la duración de la sexta generación, las ventas del GameCube permanecieron muy lejos de su principal competidor, el PlayStation 2, y ligeramente detrás del Xbox de Microsoft. El atractivo "familiar y amigable" de la consola y falta de soporte de ciertos desarrolladores terceros desvirtuó al GameCube a ser una consola dirigida a un mercado muy joven, que fue una minoría demográfica en la población gamer durante la sexta generación. Mucho juegos "third-party" que fueron populares para una población adolescente y adulta como el Grand Theft Auto y varios first-person shooters, se saltaron el GameCube por completo en favor de la Xbox y una menos poderosa, gráficamente, PlayStation 2.
Para junio de 2003, el GameCube consiguió un 13% en el mercado de las consolas, empatando con Xbox pero quedando muy detrás del 60% de PlayStation 2. A lo largo de su vida, que terminó en el 2007, más de 600 juegos fueron lanzados para el GameCube.

### Xbox
Aunque el Xbox tuvo un formidable apoyo financiero por parte de Microsoft, no logró amenazar el dominio de la PlayStation 2 como un líder de mercado; sin embargo, la Xbox atrajo un gran seguimiento de consumidores y gran soporte de desarrolladores terceros en los Estados Unidos y en Europa, lo que lo hizo convertirse en una marca muy reconocida. El servicio en línea de Xbox Live con su modelo centralizado probó ser muy exitoso, incitando a Sony a que mejorara las capacidades en línea de la PlayStation 2. El Xbox Live también dio una ventaja en comparación con el GameCube que tuvo muy pocos juegos en línea. La gran insignia del Xbox Live fue el Halo 2, que fue el juego de Xbox más vendido con más de 8 millones de copias vendidas alrededor del mundo.
Su juego de lanzamiento más exitoso fue el Halo: Combat Evolved. Aunque también existieron varios juegos populares, incluyendo NFL Fever 2002, Project Gotham Racing, y Dead or Alive 3, La reputación inicial de la Xbox fue dañada a ojos del público por el juego Azurik: Rise of Perathia y otros diseñados y comercializados por Microsoft.
Aunque la consola logró un gran apoyo por diferentes desarrolladores ajenos a Microsoft, muchos juegos iniciales de la Xbox no usaron el poderoso hardware como era debido, con pocas características adicionales o pocas mejoras gráficas que lo distinguieran de la versión de PS2; lo que negó los principales diferenciadores de venta. Sony contraatacó al Xbox por un corto tiempo tras temporalmente asegurar exclusivas para la PlayStation 2 para juegos anticipados como los juegos de Grand Theft Auto y Metal Gear Solid 2: Sons of Liberty.
El 15 de noviembre de 2002, fue cuando Microsoft lanzó el servicio en línea de Xbox Live, permitiendo a los subscriptores a jugar Juegos en línea contra otros subscriptores alrededor del mundo y descargar nuevo contenido directamente al Disco duro del sistema. El servicio en línea solo funciona con una conexión banda ancha de conexión a Internet. Aproximadamente 250,000 subscriptores se inscribieron en los primeros dos meses del lanzamiento de la Xbox. En julio de 2004, Microsoft anunció que el Xbox Live había alcanzado 1 millón de subscriptores; en julio de 2005, la membresía alcanzó los dos millones y para julio de 2007 ya existían más de 3 millones de subscriptores. En mayo de 2009, el número incrementó a los 20 millones.

## Bits y el poder del sistema
La clasificación de bits para las consolas después de la quinta generación la era de los 32/64-bit. Como ya se mencionó antes, había muy pocos beneficios comerciales y programables de incrementar el tamaño de palabra más allá de los 64 bits porque resulta en un tamaño enorme de registro para ser procesado y como los incrementos de los registros para los CPU incrementan exponencialmente en un orden de 2^n (donde "n" es el número de bits), la diferencia resulta gigantesco para un cambio de 64 bits a 128 bits lo que hacía que el tamaño de 64 bits o 32 bits fuera totalmente manejable para las necesidades gráficas y computacionales de procesamiento de los programas de la época. El aumento exponencial base 2 es posible (8,16,32,128,256,512,1024), pero hasta que no se requiera procesamientos más complejos en el mercado de las computadoras personales y consolas de videojuegos, los procesadores de 64 bits seguirán en el mercado por un largo tiempo hasta que se le saque todo el provecho posible, tanto comercialmente como computacionalmente. Es por eso que a partir de esta generación el poder de las consolas era medido por otros factores que el tamaño de palabra ya no podía mostrar como la velocidad del CPU, velocidad del  GPU, capacidad de canal,  RAM y el tamaño de almacenamiento de memoria.
La importancia del número de bits en el mercado de las consolas de videojuego modernas por el uso de componentes que procesan datos en diferentes tamaños de memoria. Anteriormente, las empresas hacían publicidad del "n-bit talk" para sobre enfatizar las capacidades de un sistema. El Dreamcast y el PlayStation 2 fueron los últimos sistemas en usar el término de "128-bit" en el mercado para describir su capacidad pero la verdad es que no es fácil comparar el poder que ofrecen los sistemas sin hacer un análisis más detallado. Tener un gran tamaño de memoria para el CPU no necesariamente hace una consola más poderosa que otra, de la misma forma que la frecuencia de operación por sí sola tampoco puede mostrar un resultado concreto.
El Microsoft Xbox usa un CPU de 32-bit (de propósito general) CISC de arquitectura x86, con un set de instrucciones igual al Coppermine core Mobile Celeron, aunque tiene menos memoria caché con (128 kB) comparado con el equivalente de PC. Tiene los 64 MB de RAM (compartido) y corre a 733 MHz. Su NV2A GPU, que es muy similar al GeForce 4 Series Ti4000 para computadoras de escritorio, la convierte en la única consola de su tiempo con shaders tradicionales de vértice y pixel. Muchos de las últimas copias de juegos de PC a Xbox, como por ejemplo Far Cry Instincts, Doom 3 y Half-Life 2, se las arreglaron en convertirlo al Xbox de manera sencilla por las similitudes de la PC. [cita requerida]
En el Nintendo GameCube el CPU PowerPC Gekko de IBM corre a 485 MHz, mientras que su procesador de gráficos "Flipper" es comparable con el ATI Radeon 7200 y tiene 43 MB de memoria no unificada (24 MB de 1T-SRAM, 3 MB embebido de 1T-SRAM y 16 MB DRAM). El GameCube soporta el Dolby Pro Logic II.
El CPU del PlayStation 2 (conocido como el Emotion Engine de "128-bit") tiene un núcleo de doble precisión de 64-bit basado del MIPS architecture. Incluye tres unidades de ejecución separadas dentro de un procesador y cada uno es capaz de ejecutar dos instrucciones por ciclo. El sintetizador gráfico del PlayStation 2 tiene una memoria de video dedicada, aunque está limitada a la cantidad de memoria de video y a la cantidad de datos que puede contener. Consecuentemente, muchos de los juegos del PS2 tienen texturas reducidas en comparación con las otras consolas. Tampoco tiene una unidad de transformación e iluminación como los que se pueden encontrar en los GPUs del GameCube y la Xbox.
El Dreamcast tiene un CPU RISC SuperH-4 de 64-bit de doble precisión superscalar con una unidad de integración de 32-bit usando instrucciones de tamaño fijas de 16-bit, un bus de datos de 64-bit que permite que el ancho de la variable de tamaño de 8, 16, 32 or 64-bits, y un bus de punto flotante de 128-bit. El chip PowerVR 2DC CLX2 usa un método único de hacer rendering 3D llamado Tile Based Deferred Rendering (TBDR): mientras se almacenan polígonos, en un formato de tira triangular (triangle strip) en la memoria, el display es dividido en tiras asociadas con una lista o triángulos que visiblemente hacen superposición, usando un proceso similar al ray tracing, gracias a rayos que se generan y el pixel hace rendering del triángulo más cercano a la cámara. Después de calcular las profundidades asociadas con cada polígono de un renglón en 1 ciclo, la tira completa es levantada a la memoria de video antes de pasar al rendering de la siguiente tira. Una vez que la información ha sido recolectada para el cuadro completo que conforma el respectivo "frame", las tiras un render final para producir la imagen completa.

## Comparación
| Nombre                      | Dreamcast | PlayStation 2 | GameCube | Xbox |
| --------------------------- | --- | --- | --- | --- |
| Fabricante                  | Sega | Sony Computer Entertainment | Nintendo | Microsoft |
| Imagen(es)                  | An NTSC Sega Dreamcast Console and controller with VMU.                                                                            | Slimline (right) and Original (left) PS2 consoles | Indigo GameCube and controller | Xbox console with "Controller S" |
| Imagen(es)                  | Una consola Dreamcast NTSC, el control y el VMU. En las regiones PAL, el logo era azul.                                            | Izq: Un modelo original de la PlayStation 2 Right: La versión slimline PlayStation 2 con el control DualShock 2 y una memory card. | Un GameCube indigo, el control y una memory card | Una consola Xbox y un control "Type-S" |
| Precios de lanzamiento      | US$199.99 (equivalente a $366.00 en 2025) GB£199.99 (equivalente a £369.00 en 2025)                                                | US$299.99 (equivalente a $531.00 en 2025) GB£299.99 (equivalente a £737.00 en 2025) | US$199.99 (equivalente a $344.00 en 2025) GB£129.99 (equivalente a £225.00 en 2025) €199.99                                                                                       | US$299.99 (equivalente a $516.00 en 2025) GB£299.99 (equivalente a £519.00 en 2025) €479.99 |
| Los juegos más vendidos     | Sonic Adventure, 2.5 millones (para junio del 2006)                                                                                | Grand Theft Auto: San Andreas, 20.81 millones (para 24 de agosto de 2013) | Super Smash Bros. Melee, 7.5 millones (para 24 de agosto de 2013) | Halo 2, 8.49 millones (para 24 de agosto de 2013) |
| Fecha de lanzamiento        | - JP 27 de noviembre de 1998 - NA 9 de septiembre de 1999 - EU 23 de septiembre de 1999 - AUS 14 de octubre de 1999                | - JP 4 de marzo de 2000 - NA 26 de octubre de 2000 - EU 24 de noviembre de 2000 - AUS 30 de noviembre de 2000 | - JP 14 de septiembre de 2001 - NA 18 de noviembre de 2001 - EU 3 de mayo de 2002 - AUS 17 de mayo de 2002                                                                        | - NA 15 de noviembre de 2001 - JP 22 de febrero de 2002 - EU 14 de marzo de 2002 |
| Descontinuado               | - JP 30 de marzo de 2001 - NA 2003 - EU 2002                                                                                       | - JP 28 de diciembre de 2012 - NA 4 de enero de 2013 - EU 8 de noviembre de 2013 | 2008 | - JP 2006 - EU 2007 - NA 2008 |
| Accesorios                  | - VMU - Dreamcast mouse y teclado - Caña de pescar - Micrófono - Light gun - Dreameye camera - Maracas de Samba de Amigo (control) | - PlayStation 2 Expansion Bay hard drive interno (soportado por los modelos 30000 y 50000 solamente) - Network adapter Construido internamente en los modelos slimline (PSTwo, model 70000 en adelante) - EyeToy - Control remoto para DVD de PlayStation 2 - Controles de guitarra | - WaveBird - Cable link de Game Boy Advance - Adaptador de banda ancha y módem para el Nintendo GameCube - Game Boy Player - DK Bongos - Dance pad - Nintendo GameCube Microphone | - Xbox Live Starter Kit - Xbox Media Center Extender - DVD Playback Kit - Xbox Music Mixer - Memory Unit (8 MB) - Logitech Wireless Controller (2.4 GHz)                                                                      |
| CPU                         | 200 MHz SuperH SH-4 | 294 MHz MIPS "Emotion Engine" 299 MHz modelos recientes | 485 MHz PowerPC "Gekko" | 733 MHz x86 Intel Celeron/PIII Híbrido personalizado |
| GPU                         | 100 MHz NEC/VideoLogic PowerVR CLX2                                                                                                | 147 MHz "Graphics Synthesizer" | 162 MHz ATI "Flipper" | 233 MHz Nvidia NV2A personalizado |
| RAM                         | RAM principal 16 MB SDRAM Video RAM 8 MB Audio RAM 2 MB                                                                            | RAM principal 32 MB SDRAM Video RAM 4 MB Audio RAM 2 MB | RAM principal 24 MB 1T-SRAM, 16 MB DRAM Video RAM 3 MB embedded 1T-SRAM | 64 MB DDR SDRAM unificada |
| Audio                       | Audio estéreo, con: - 64 canales PCM/ADPCM - 128 step DSP - Soporte Yamaha XG MIDI                                                 | 5.1 audio de sonido surround, con: - 48 canales ADPCM - Software-mixed audio - Dolby Digital - DTS (para video full motion) - Dolby Pro Logic II | Audio estéreo, con: - 64 canales ADPCM - Uso opcional de Dolby Pro Logic II | Audio estéreo, con: - 64 canales de sonido 3D, o 256 canales de audio estéreo de 16-bit - También soporta MIDI, audio mono, Dolby Surround y Dolby Digital Live 5.1 en juegos - Soporte DTS cuando se reproduce películas DVD |
| Medio óptico                | CD, 1.2 GB GD-ROM | DVD, CD | Nintendo GameCube Game Disc | DVD, CD |
| Salida de video             | VGA (RGBHV), SCART (RGBS), s-video, composite                                                                                      | Componente de video/d-terminal (YPBPR), VGA (RGBS; progressive scan games/PS2 Linux only), SCART (RGBS), s-video, composite | Componente de video/d-terminal (YPBPR), SCART (RGBS; consolas PAL solamente), s-video (consolas NTSC solamente), composite                                                        | VGA (RGBHV), Componente de video (YPBPR), SCART (RGBS), S-Video, composite |
| Servicio en línea           | Sega Net (2000–2002), Dreamarena (2000-2003) (todavía puede jugarse usando varios servidores privados)                             | Servicio no unificado (2002–presente), XLink Kai (2003–presente) | Servicio no unificado (2003-presente) (todavía puede jugarse usando varios servidores privados), XLink Kai (2003–present)                                                         | Xbox Live (2002–2010) XLink Kai (2003-presente) |
| Retro compatibilidad        | — | PlayStation | Game Boy, Game Boy Color y Game Boy Advance con el aditamento Game Boy Player | — |
| Sistema operativo           | SegaOS, Windows CE, KallistiOS | OS propio, PS2 Linux | OS propio, Gamecube Linux | Xbox Music Mixer Kit de reproductor de DVD, Xbox Linux |
| Programación del consumidor | Homebrew, posible via KallistiOS, Windows CE, Katana (los últimos dos son ilegales por la comunidad homebrew)                      | Software Yabasic y Linux OS. Homebrew también posible via modchips y softmods. | Homebrew posible via adaptadores SD y SD media launchers | Via softmods o modchips; Windows CE 2.x modificado, Linux |

### Ventas alrededor del mundo
| Consolas      | Unidades vendidas                            |
| ------------- | -------------------------------------------- |
| PlayStation 2 | 153.6 million (para 21 de noviembre de 2011) |
| Xbox          | 24 millones (para 10 de mayo de 2006)        |
| GameCube      | 22 millones (para 30 de septiembre de 2010)  |
| Dreamcast     | 10.6 millones (para 6 de septiembre de 2002) |

### Otras consolas
Mercado en masa
Estas consolas fueron creadas para el mercado en masa como las otras cuatro que se enlistaron con anterioridad. Estas, sin embargo, son menos notables, nunca vieron un lanzamiento global y/o vendieron muy poco y, por lo tanto, están enlistadas como "otros"

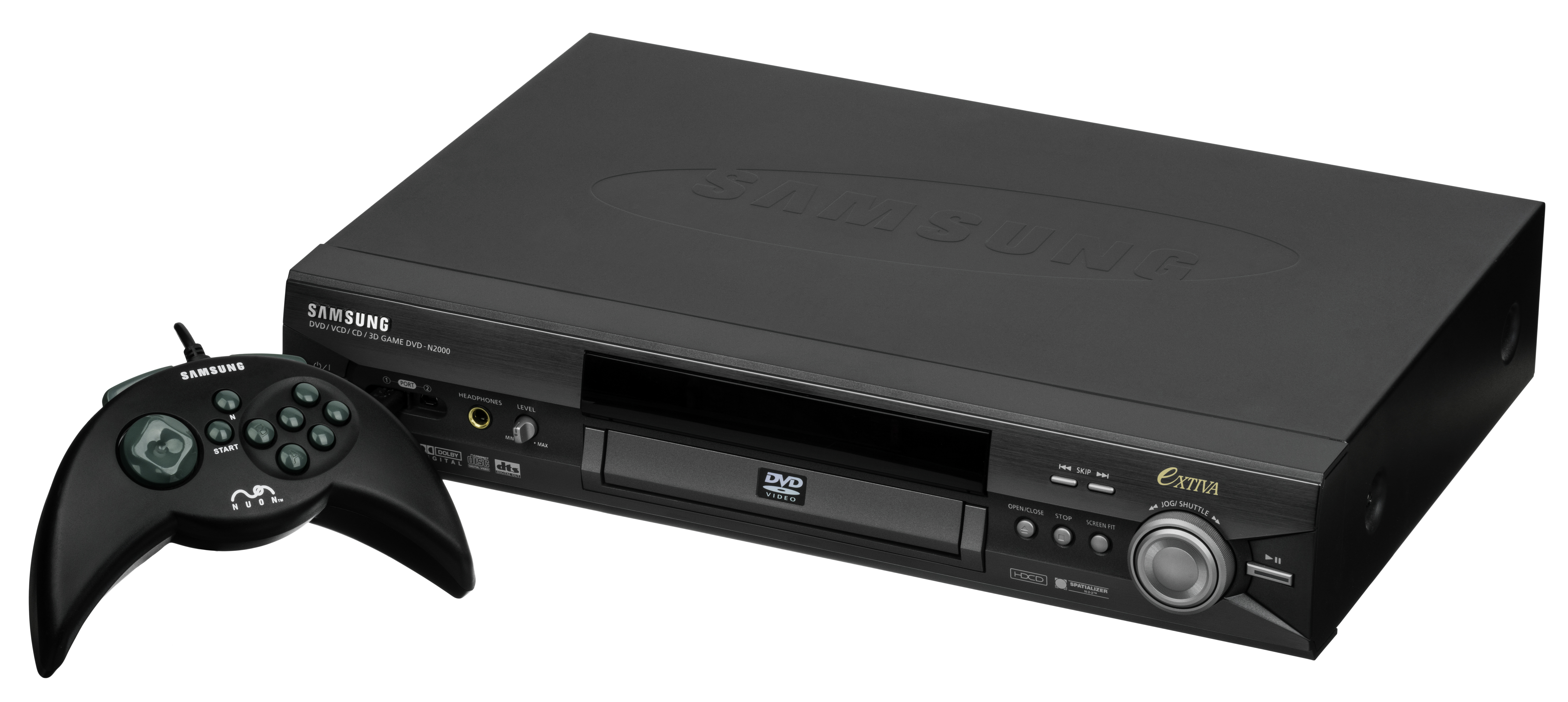
El Nuon fue un híbrido entre DVD y videoconsola que fue lanzado en el 2000 tuvo una muy pequeña librería de juegos
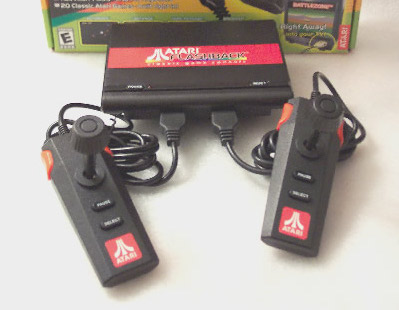
El Atari Flashback, La versión "plug and play" del Atari 2600 y el 7800 lanzado en 2004.
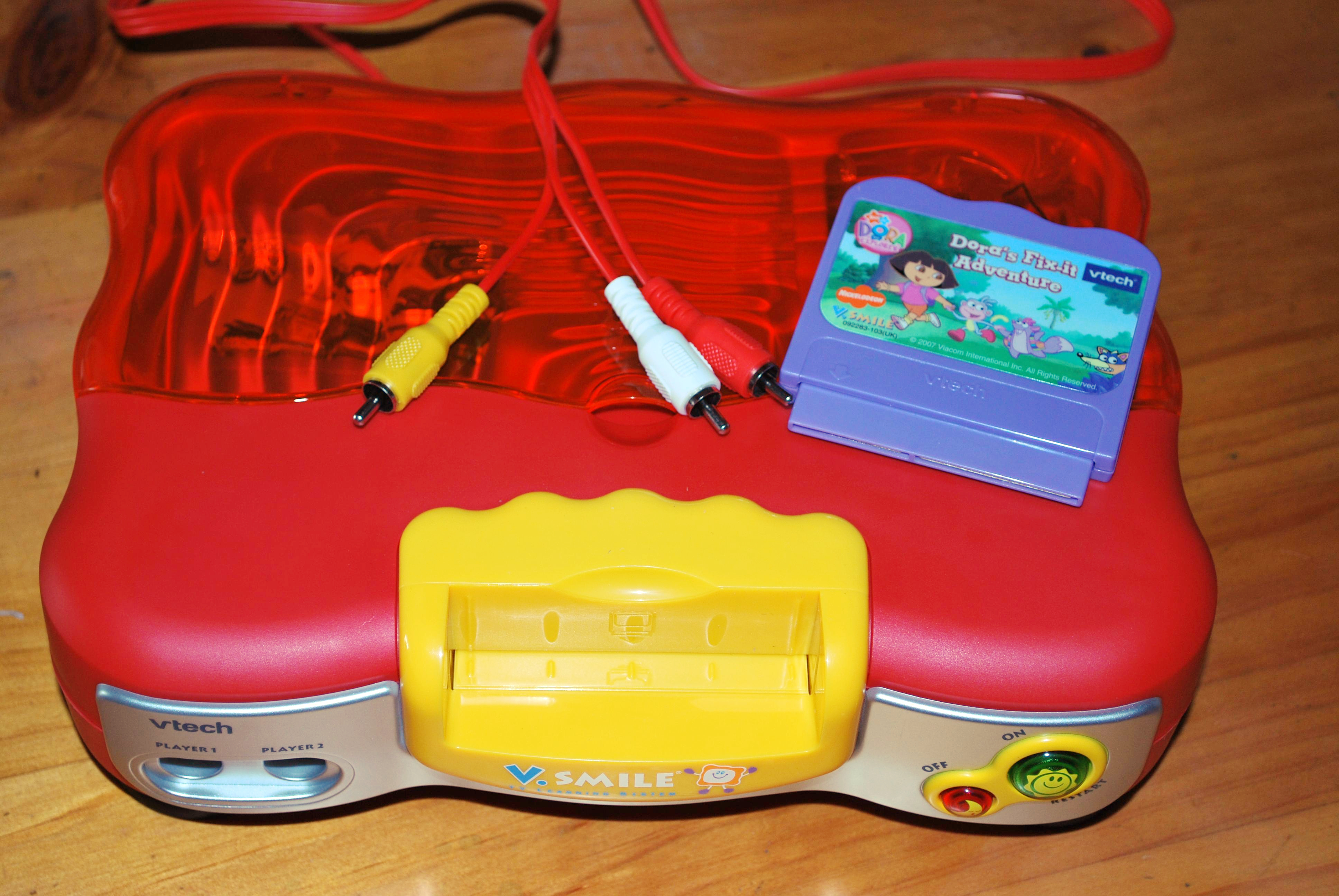
El V.Smile creado por VTech. Lanzado en 2004

## Consolas portátiles
Durante la sexta generación, el mercado de las consolas portátiles se expandió con la introducción de nuevos dispositivos de parte de varias compañías. Nintendo mantuvo su dominio en el mercado con el lanzamiento del Game Boy Advance en el 2001 que ofreció muchas mejoras en comparación con el Game Boy. Dos rediseños le siguieron, el Game Boy Advance SP en 2003 y el Game Boy Micro en 2005. También se introdujo el Neo Geo Pocket Color en 1998 y el WonderSwan Color de Bandai que fueron lanzados en 1999 en Japón. La compañía de Corea del sur Game Park introdujo la portátil GP32 en 2001 y con este dispositivo apareció las consolas portátiles open source. La línea de producción del Game Boy Advance ha vendido 81.51 millones de unidades alrededor del mundo según datos del 30 de septiembre del 2010.
Una nueva adición al mercado fue la tendencia de las corporaciones por incluir un gran número de características diferentes al de jugar videojuegos en las consolas portátiles, incluyendo la incorporación de celulares, reproductores MP3, reproductores de películas portátiles y funciones tipo PDA. La portátil que inició esta tendencia fue el N-Gage de Nokia que fue lanzado en el 2003 que también era un teléfono móvil. Se rediseñó en el 2004 y fue renombrado como el N-Gage QD. Una segunda portátil que fue el Zodiac de Tapwave, fue lanzado en el 2004; fue basado del Palm OS y ofrecía una capacidad de video y sonido más orientados a los videojuegos pero tuvo un a videojuego orientada al videespecializada para it offered specialized gaming-oriented video and sound capabilities, but it had an kit de desarrollo difícil de manejar por haberse fundado del Palm OS.
Con más y más asistentes personales que venían llegando a la generación, la diferencia entre los electrónicos para el consumidor y computación tradicional empezó a difuminarse y por lo tanto una tecnología barata creció como resultado de esto. Se decía que los asistentes personales PDA eran "las computadoras del juego portátil" por sus capacidades multifunción y poder computacional que venía incrementándose dentro de estas. Estas capacidades existían para mover los videojuegos más allá de las capacidades y limitaciones de la generación pasada; sin embargo, los PDA eran más usados por los típicos hombres de negocio y carecía de nuevas y baratas franquicias para competir con consolas portátiles más dedicadas.

### Comparación de las consolas portátiles
| Nombre                                          | Game Boy Advance / Advance SP / Micro | N-Gage / QD | Tapwave Zodiac |
| ----------------------------------------------- | --- | --- | --- |
| Fabricante                                      | Nintendo | Nokia | Tapwave |
| Consola                                         | De izquierda a derecha: Game Boy Advance, Game Boy Advance SP, Game Boy Micro | De izquierda a derecha: N-Gage, N-Gage QD | |
| Fechas de lanzamiento                           | Game Boy Advance: - JP 21 de marzo de 2001 - NA 11 de junio de 2001 - PAL 22 de junio de 2001 Game Boy Advance SP: - JP 14 de febrero de 2003 - NA 23 de marzo de 2003 - PAL 28 de marzo de 2003 Game Boy Micro: - JP 13 de septiembre de 2005 - NA 19 de septiembre de 2005 - AUS 3 de noviembre de 2005 - EU 4 de noviembre de 2005 | N-Gage: 7 de octubre de 2003 N-Gage QD: 26 de mayo de 2004 | Zodiac: - NA 1 de noviembre de 2003 - EU 25 de octubre de 2004 |
| Discontinuado                                   | - JP Q4 2007 - NA Q1 2008 - PAL Q4 2008 | 2006 | 26 de julio de 2005 |
| Logos                                           | | | |
| Precio de lanzamiento                           | GBA: Japón: ¥9,800 Norteamérica: US$99.99 (equivalente a $172.00 en 2025) Europa: €? GBA SP: Japón: ¥12,500 Norteamérica: US$99.99 (equivalente a $166.00 en 2025) / C$149,99 Europa: €129,99 Australia: A$199,99 GB Micro: Japón: ¥? Norteamérica: US$99.99 (equivalente a $156.00 en 2025 / C$? Europa: €?                          | N-Gage: Norteamérica: US$299.99 (equivalente a $497.00 Europa: €289,99 / £229,99 (equivalente a £387.00 en 2025) N-Gage QD: Norteamérica: US$179.99 (equivalente a $290.00 en 2025) Europa: €229,99 | Zodiac: Norteamérica: US$299.99 (equivalente a $497.00 en 2025) Europa: €? / £270 (equivalente a £441.00 en 2025) Zodiac 2: Norteamérica: US$399.99 (equivalente a $663.00 en 2025) Europa: €? / £330 (equivalente a £539.00 en 2025) |
| Media                                           | Game Boy Advance cartridge | MultiMediaCard (MMC) | — |
| Videojuegos más vendidos                        | Pokémon Ruby y Sapphire, 13 millones combinados (para 25 de noviembre de 2004) | ? | ? |
| Accesorios (retail)                             | - Game Boy Advance Wireless Adapter - Infra-Red Adapter - Nintendo GameCube – Game Boy Advance link cable - Play-Yan - e-Reader - Game Boy Advance Video - Cleaning Cartridge - Mobile Adapter - More... | — | — |
| OS                                              | Sistema operativo propio | Symbian S60 | Palm OS |
| CPU                                             | 16.8 MHz, 32-bit, ARM7TDMI con memoria embebida | 104 MHz, 32-bit, RISC basado de la serie ARM9 | 200 MHz, 32-bit, procesador Motorola i.MX1 ARM9 de arquitectura ARM |
| Memoria                                         | 32 kilobyte + 96 kilobyte VRAM (interno en el CPU), 256 kilobyte WRAM (afuera del CPU) | 16 megabyte RAM, 16 megabyte ROM (3.4 MB accesibles para almacenamiento) | — |
| Audio                                           | Audio estéreo con: - 8-bit DAC, capaz de transmitir datos de onda o hacer salir muestras de onda que son procesadas y mezclada en el software - Dos voces de onda cuadrada - Una voz programable WS - Un generador de sonido blanco - Muestra opcional mediante el canal WS                                                           | Audio estéreo (usando auriculares) con: - Soporte para audio estándar MIDI, SP MIDI y AMR | Estéreo PCM de 16-bit (puede reproducir la mayoría de los codecs de audio) |
| Interfaz                                        | - D-pad - Cuatro botones frontales - Dos botones laterales | - D-pad - Keypad numerado - Hotkeys de Reproductor de música, radio y menú principal - Botones de marcado y colgado - Cuatro diferentes botones frontales - Micrófono                               | - Stick analógico - Botón "Home" - Cinco botones frontales - Dos botones laterales - Botón de Bluetooth - Pantalla táctil |
| Dimensiones                                     | GBA: 144.5 × 24.5 × 82 mm (5.69 × 0.96 × 3.2 pulgadas) GBA SP: 84 × 82 × 24.4 mm (3.3 × 3.23 × 0.96 pulgadas) GB Micro: 50 × 101 × 17.2 mm (2 × 4 × 0.7 pulgadas) | N-Gage QD: 70 mm (2,8 plg) (h) 134 mm (5,3 plg) (w) 20 mm (0,8 plg) (d) N-Gage QD: 118 mm (4,6 plg) (w) 68 mm (2,7 plg) (h) 22 mm (0,9 plg) (d)                                                     | 142 mm (5,6 plg) (w) 79 mm (3,1 plg) (h) 14 mm (0,6 plg) (d) |
| Peso                                            | GBA: 140 g (4,9 oz) GBA SP: 142 g (5 oz) GB Micro: 80 g (2,8 oz) | N-Gage: 137 g (4,8 oz) N-Gage QD: 143 g (5 oz) | 180 g (6,3 oz) |
| Servicio en línea                               | — | N-Gage Arena | — |
| Retro compatibilidad                            | Game Boy, Game Boy Color | — | — |
| Resolución de pantalla                          | 240 × 160 | 176 × 208 | 480 × 320 |
| Almacenamiento                                  | — | Almacenamiento interno MMC de 3.4 MB | Expansión con tarjeta SD |
| Duración de batería                             | GBA: 15 horas GBA SP: 10 horas de juego continuo con la luz encendida, 18 horas con la luz apagada GB Micro: 5 horas con luz y sonido al máximo, 8 horas con las dos funciones en default | N-Gage: 2 horas continuas de juego N-Gage QD: 4 horas continuas de juego | 4 horas continuas de juego, 6 horas continuas con reproducción de audio |
| Unidades vendidas (todos los modelos incluidos) | Alrededor del mundo: 81.51 millones (para 30 de septiembre de 2010) Japón: 16.96 millones Norteamérica: 41.64 millones Otros: 22.91 millones | Alrededor del mundo: 3 millones (as of July 30, 2007) | Alrededor del mundo: 200,000 |

Nota: El primer año de lanzamiento es el primer año de la disponibilidad a nivel mundial.

### Otras portátiles

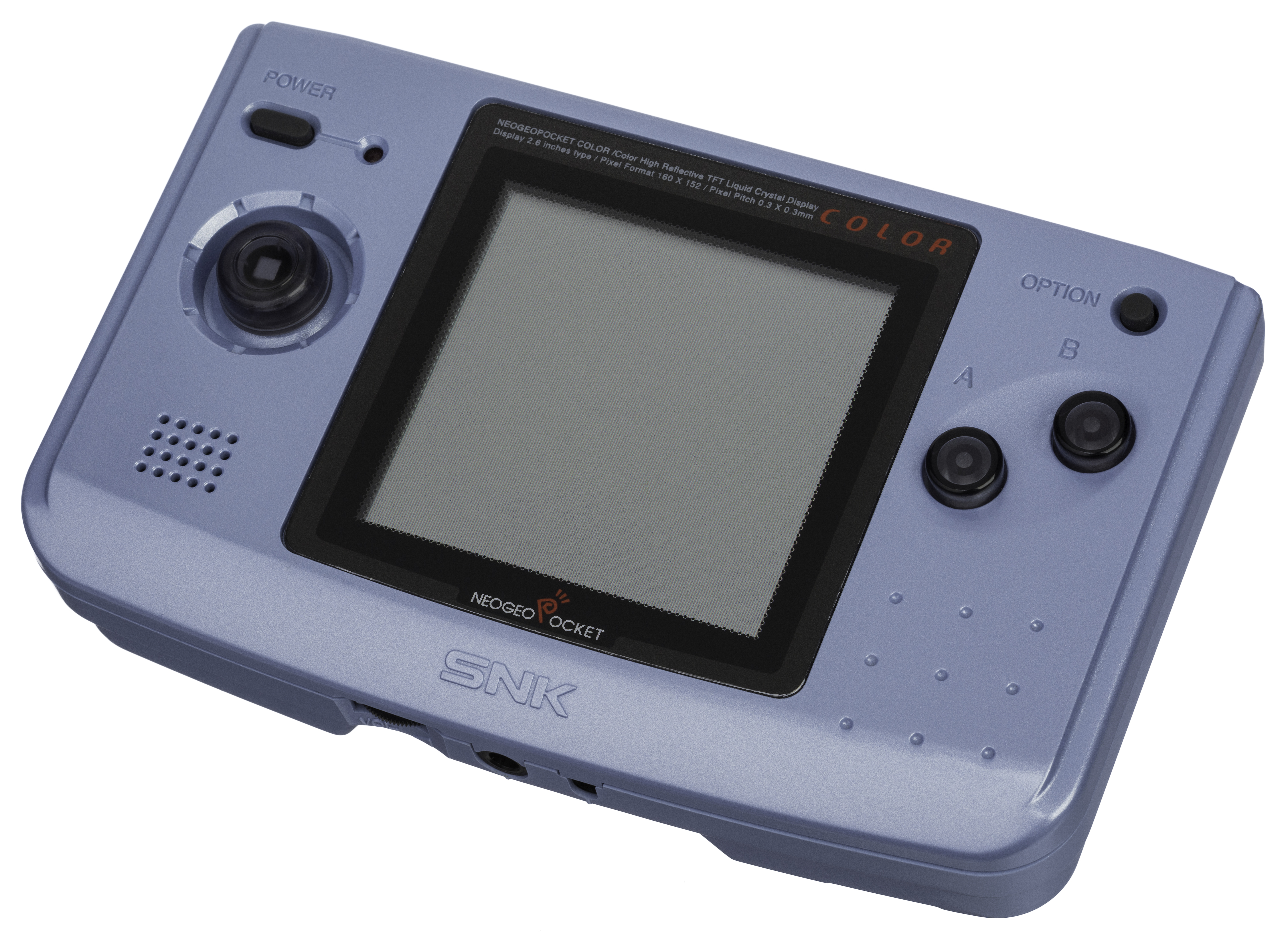
Neo Geo Pocket Color (1998) Creado por SNK
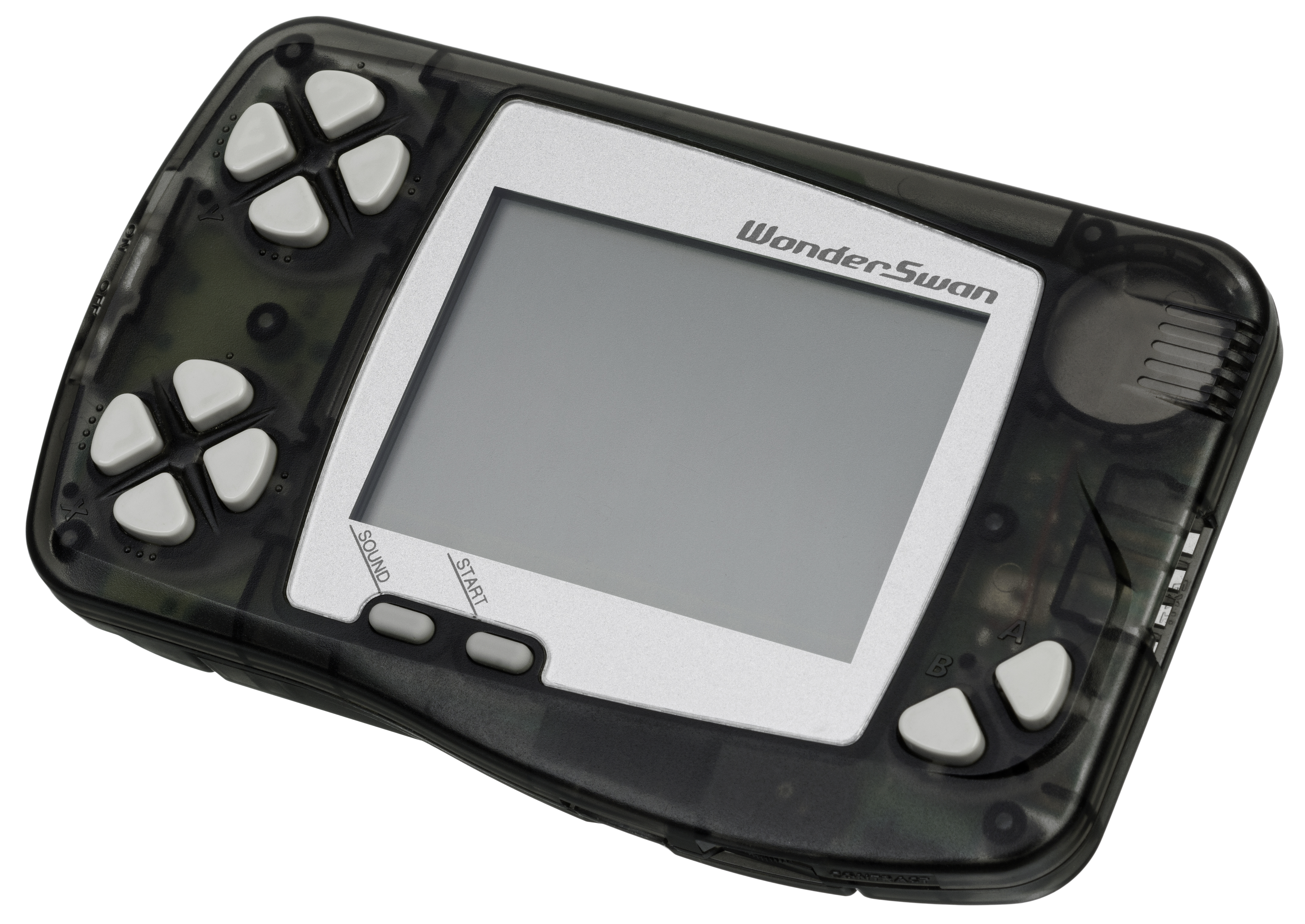
WonderSwan (1999) Lanzado en Japón solamente
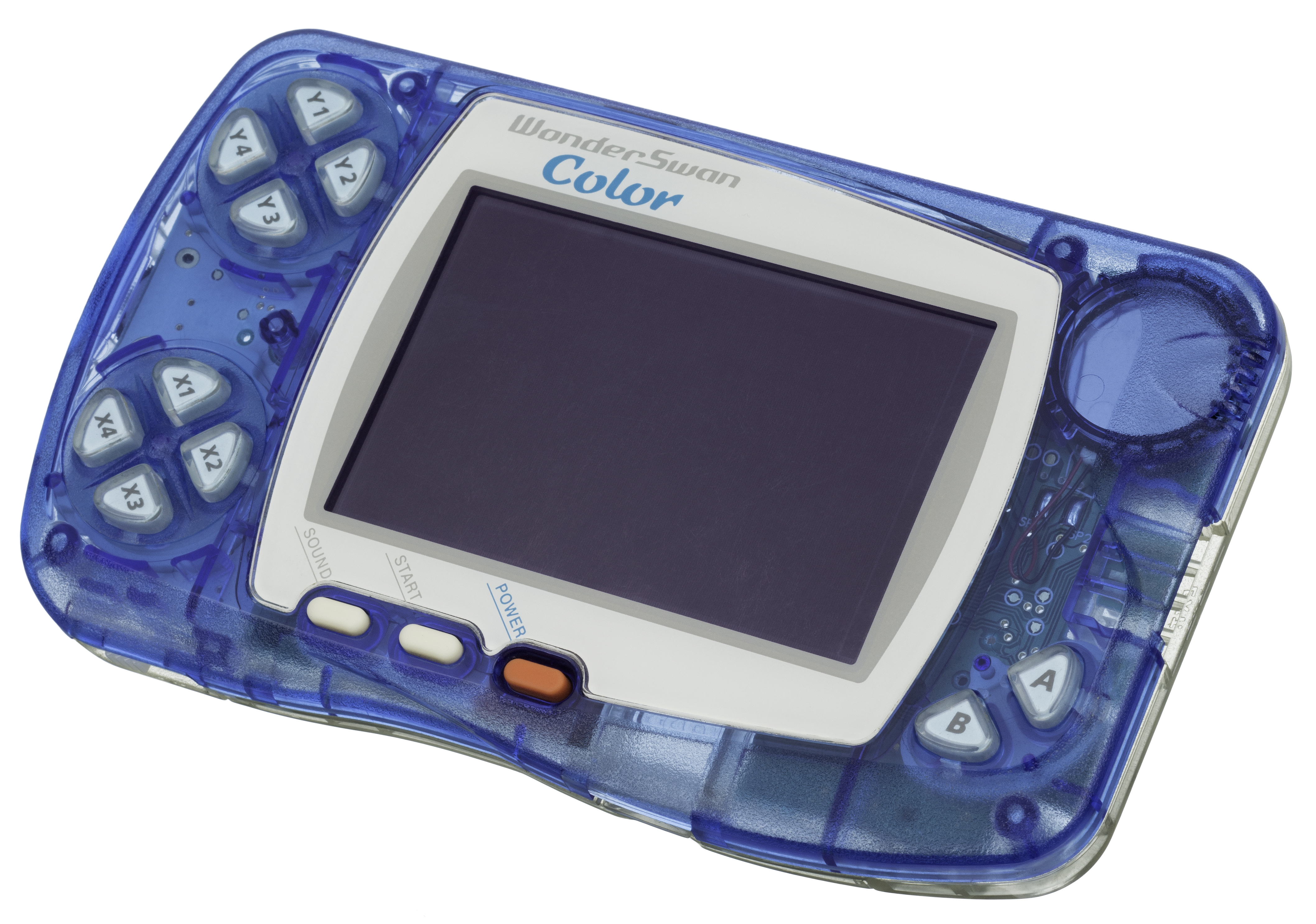
WonderSwan Color (2000) Lanzado en Japón solamente
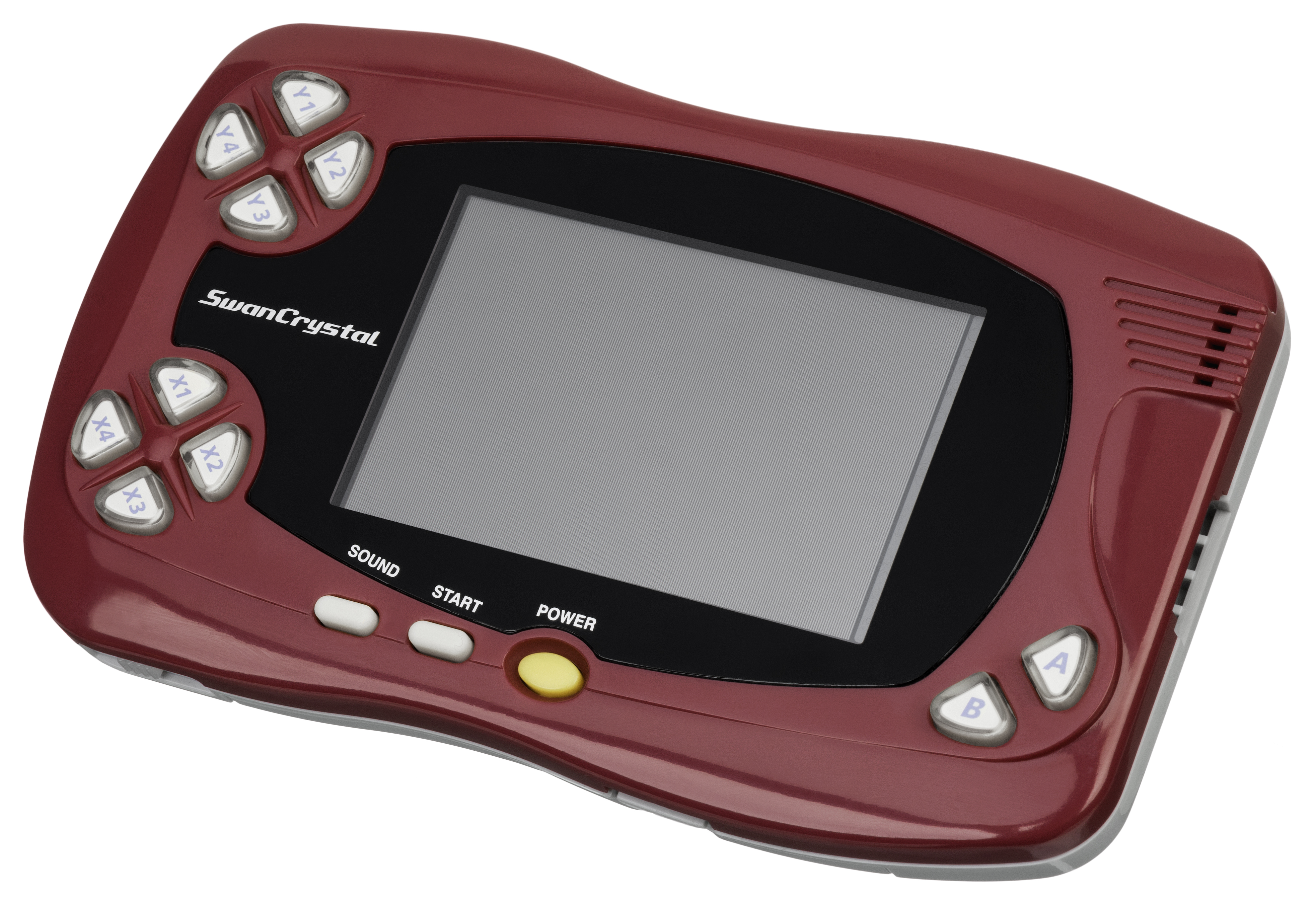
SwanCrystal (2002) Lanzado en Japón solamente
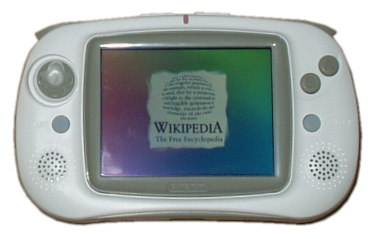
GP32 Lanzado en 2001, descontinuado alrededor del 2005 – solo en Corea del sur

### Ventas
| Consola                                                        | Unidades vendidas         |
| -------------------------------------------------------------- | ------------------------- |
| Game Boy Advance (incluye los modelos GBA SP y Game Boy Micro) | 81.51 millones            |
| N-Gage                                                         | 3 millones                |
| Tapwave Zodiac                                                 | Menos de 200,000 unidades |
| GP32                                                           | 30,000                    |

## Tendencias

### Convergencia del mercado
Varios editores grandes como Activision, Electronic Arts, and Ubisoft adoptó estrategias multiplataforma donde lanzaban versiones de los juegos para PC, todas las consolas de la generaciones, y en algunos casos, portátiles también. La sexta generación fue la primera en ayudar a la consola y el software de computadora a crecer mutuamente por la accesibilidad de juegos de los grandes editores en diferentes plataformas.[cita requerida] El Dreamcast, que tuvo un kit de desarrollo oficial de Windows CE ayudó a pasar juegos de la PC al Dreamcast y en el caso de la Xbox, que está compuesto por partes comúnmente vistas en la PC, también se benefició de esto.

### Juegos controversiales
Mientras que la sexta generación no fue la primera en tener sus respectivos juegos controversiales, esta generación tuvo la característica de tener criticismo estricto por figuras públicas sobre contenido "censurable" en los videojuegos con temas como sexo, crimen, violencia, profanidad, uso de droga y propaganda social, así como también temas de debate como el político, religión, feminismo y temas socioeconómicos.
Esta generación también fue notable porque vio la continuación de los legisladores en tomar acción en contra de la industria de los videojuegos. Uno de los más famosos fue el caso de Rockstar Games por la controversia de temas sexuales que ocurrieron en Estados Unidos. En primera instancia, en junio de 2005 una gran porción de código sin usar fue encontrado en la escritura principal de Grand Theft Auto: San Andreas donde se permitía al jugador simular relaciones sexuales con la novia del personaje principal. El juego podía ser encontrado en la versión de PC mediante ciertos mods y mediante códigos de Action Replay en las versiones de PS2 y Xbox. La escena fue dejada en el disco y podía ser visitada tras alterar algunos bytes del código del juego via un editor hexadecimal. Esta característica hizo que la Entertainment Software Rating Board (ESRB) tomara acción en cambiar la clasificación de San Andreas el 20 de julio de 2005 a "solo adultos". Además, el juego fue removido de la venta en varias tiendas. Rockstar Games publicó una pérdida de $28.8 millones en ese "quarter" financiero. Este evento fue apodado la controversia del mod Hot Coffee.
La sexta generación también coincidió con los ataques del 11 de septiembre en Nueva York y el Pentágono, que tuvo un gran impacto en la industria del entretenimiento, incluyendo a la industria de los videojuegos; en el subsecuente ambiente en el mercado, varios juegos fueron editados en respuesta a la sensibilidad que ocasionó el evento. Antes de su lanzamiento, Metal Gear Solid 2: Sons of Liberty fue alterado en varios aspectos ya que representó una fortaleza móvil sumergible que fue secuestrado por terroristas que fue usado para destruir una gran porción de Manhattan con la vista de las torres gemelas (escena removida que puede encontrarse en el "Document of Metal Gear Solid 2" de la función de detrás de cámaras) y el nombre del personaje Raiden fue cambiado del alfabeto katakana del japonés al kanji para evitar la relación con una aeronave japonesa del mismo nombre. De manera similar Grand Theft Auto III fue retrasado casi un mes para hacer cambios de último minuto, ya que las oficinas de los productores estaban cerca de la zona cero y también porque la ciudad estaba ligeramente basada en la ciudad de Nueva York. El trabajo de pintura de los carros policiacos de la ciudad fue también cambiado de un diseño azul/blanco tipo NYPD a un diseño negro/blanco tipo LAPD durante el desarrollo del juego. Una misión donde se hacía referencia a terroristas fue completamente removida.  Other changes which were relatively minor included altering the flight path of an AI plane that went near skyscrapers, and removing a few lines of pedestrian dialogue and talk radio.

### Emulación y juegos del pasado
Debido al incremento del poder computacional de las consolas de videojuegos y la extensión del uso de emuladores, la sexta generación vio el incremento de la emulación de consola y juego de generaciones pasadas a una escala muy grande. Muchos juegos de sistemas anteriores fueron actualizadas con gráficas o sonido superiores y lanzadas en las consolas actuales. Juegos comúnmente emulados incluían aquellos del Nintendo Entertainment System, el Super Nintendo Entertainment System, el Mega Drive/Genesis, el PlayStation (el PS2 puede leer juegos del PS1 de forma nativa), y el Nintendo 64.
También en esta generación, el poder computacional de las consolas portátiles podía soportar juegos hechos en las primeras consolas de videojuegos y varias compañías lanzaron "remakes" de juegos clásicos para portátiles. Nintendo introdujo una línea de juegos del NES y SNES para el Game Boy Advance, incluyendo remakes como Final Fantasy I & II: Dawn of Souls de Square Enix y Metroid: Zero Mission de Nintendo. También un número que incrementaba de desarrolladores "third-party", que incluían a Midway Games, Capcom, Namco, Atari, y Sega, lanzaron colecciones de antología de algunos de los más antiguos juegos. De forma adicional, muchos videojuegos y series de videojuegos que originalmente estaban confinados en Japón lograron ser lanzados en Norteamérica y Europa por primera vez.

### Desarrollo del juego en línea
See also: SegaNet, Xbox Live

El juego en línea, que en previas generaciones solo era una característica exclusiva de los juegos de PC, se volvió más prominente en las consolas de videojuegos durante esta generación. El Dreamcast inició este cambio con su módem incluido, explorador de internet y la habilidad de jugar ciertos juegos en línea. El PlayStation 2, Xbox y GameCube también ofrecieron juego en línea, aunque su acercamiento y compromiso variaba bastante entre ellos. La Xbox ofrecía in servicio integrado llamado Xbox Live que costaba $50 dólares al año y solo era compatible con una conexión de banda ancha. Su habilidad de conectar a varios jugadores a partidas en línea, era un factor que permitió al Xbox ganar terreno en el mercado americano, especialmente en el género FPS (First Person Shooter). La PlayStation 2 dejó su servicio en línea a cada editor de videojuegos, y aunque era gratis para usar, no era siempre considerado una experiencia ideal, especialmente por juegos publicados por pequeños desarrolladores. La serie SOCOM fue una de los más populares juegos competitivos en línea del PS2 hasta que sus servidores fueron cerrados en su décimo aniversario. El gamecube no ofrecía juego en línea en ninguno de sus juegos propios, con solamente Sega haciendo uso de las capacidades en línea para sus juegos Phantasy Star Online y Homeland. Adicionalmente, la capacidad en línea no podía conseguirse en una consola común ya que requería del adaptador que necesitaba ser enganchado en el GameCube para tener internet.

### Fusiones corporativas
Varias compañías editoras con una larga y bien establecida historia se llegaron a unir con sus competidores: Microsoft compró el desarrollador "second-party" de Nintendo, Rare en 2002; Square se fusionó con Enix para formar Square Enix en 2003 y después de haberse fusionado, prosiguió a comprar Taito; Sega se fusionó con Sammy para formar Sega Sammy Holdings en 2004; Konami compró la mayoría de las acciones de Hudson Soft; Namco se fusionó con Bandai para formar Namco Bandai Holdings en 2006.

## Software

### Títulos exitosos
- Final Fantasy X (PS2) por Square (ahora Square Enix) redefinió varios elementos encontrados en sus predecesores tras adicionar un sistema de batalla completamente diferente. En tan solo cuatro días de su lanzamiento en Japón, el juego vendió 1.4 millones de copias en preventas, marcando un récord como el RPG de consola que más rápido se ha vendido.[74]

- Forza Motorsport (Xbox) por Turn 10 Studios y Microsoft Studios recibió aclamación universal[75] y se considera que inició un nuevo estándar para el género de carreras.[76][77][78]

- God of War y God of War II (PS2) por Santa Monica Studio y Sony Computer Entertainment (SCE) fueron lanzados y recibieron aclamación por la crítica por su modo de juego, gráficos e historia.

- Grand Theft Auto III, Grand Theft Auto: Vice City y Grand Theft Auto: San Andreas (PS2, Xbox) por Rockstar North y Rockstar Games popularizó el género "sandbox" en un escenario de crimen urbano, cuyo tema ha sido mundialmente imitado. Adicionalmente trajo consigo violencia y otro contenido potencialmente objetable a los videojuegos para el ojo público, provocando el resurgimiento de la controversia en los videojuegos.

- Half-Life 2 (PC, Xbox) por Valve fue elogiado por su física avanzada, animación, sonido, IA, gráficos, modo de juego y narrativa. Ganó el premio del premio de la década de Spike Video Game Awards y es considerado uno de los mejores videojuegos de la historia.

- Halo: Combat Evolved (PC, Xbox) por Bungie y Microsoft Studios fue el lanzamiento más exitoso para la Xbox. Halo 2 marca el récord como el lanzamiento taquillero más rápido de la historia[79] y fue muy exitoso en el servicio de juego en línea Xbox Live; el soporte terminó en abril de 2010.

- Super Mario Sunshine (GC) por Nintendo Entertainment Analysis & Development (Nintendo EAD) y Nintendo es el juego plataforma 3D mejor punteado de la generación con una puntuación de 92/100 por Metacritic.[80]

- Metal Gear Solid 2: Sons of Liberty (PS2, Xbox) y Metal Gear Solid 3: Snake Eater (PS2) por Konami Computer Entertainment Japan y Konami mejoraron el género "stealth" tras añadir varias nuevas habilidades y por primera vez hizo casi todos los lugares circundantes al jugadores completamente interactivos. Los dos juegos alcanzaron aclamo universal por la crítica ya que mejoraron muchos aspectos de su predecesor.

- Metroid Prime (GC) por Retro Studios y Nintendo es uno de los juegos de la generación mejor puntuados con una puntuación de 96.3 en GameRankings y de 97 en Metacritic.[81][82]

- NFL 2K1 (DC) por Visual Concepts y Sega fue el primer juego de football con juego en línea.[83]

- Phantasy Star Online (DC, GC, Xbox) por Sonic Team y Sega, es el primer MMORPG de una consola, ha sido citada como uno de los juegos más innovadores e influyentes de la generación.[84]

- Resident Evil 4 (GC, PS2) por Capcom Production Studio 4 y Capcom mejoró la franquicia en una nueva dirección más orientada en la acción. Se mantiene como uno de los juegos más altamente calificados de la generación.

- Rez (DC, PS2) por United Game Artists y Sega recibieron un significativo reconocimiento por la crítica,[85][86] ha sido citada como uno de los mejores juegos jamás hechos.[87][88] y un ejemplo significativo de un videojuego considerado como arte.[89]

- Shadow of the Colossus (PS2) por Team Ico y SCE ha sido frecuentemente citado como un ejemplo a un videojuego considerado como arte.[90][91][92]

- Shenmue (DC) por Sega AM2 y Sega es considerado un gran avance para el modo de juego "open world"[93][94][95][96][97] introduced the quick time event mechanic in its modern form,[98] y ha sido enormemente citado como uno de los mejores e influyentes juegos jamás hechos.[99][100][101][102]

- Soulcalibur (Arcade, DC) por Project Soul y Namco el primer juego tipo "fighting" en las consolas que haya recibido una calificación perfecta de 10 por IGN[103] y GameSpot[104] y también un perfecto 40/40 (segundo de tan solo quince juegos)[105] de la prestigiosa revista japonesa Famitsu, muy rigurosa al momento de analizar un videojuego. Soulcalibur II fue un "best-seller" en las tres consolas en las que fue lanzado y fue muy notable por incluir personajes exclusivos por cada versión que se lanzó.

- Star Wars: Knights of the Old Republic (PC, Xbox) por Bioware y LucasArts ha sido citada como uno de los mejores juegos de la generación[106] y mejor juego de todos los tiempos.[107][108]

- Super Smash Bros. Melee (GC) por Hal Laboratory y Nintendo se convirtió en uno de los juegos más populares y más jugados del GameCube.

- Tekken Tag Tournament (PS2) fue un título de lanzamiento para PlayStation 2 y fue considerado como uno de los mejores[109] y también es considerado la entrada más significativa de la serie  Tekken. a lo largo de la sexta generación, Tekken Tag fue el juego de pelea por excelencia en los torneos. El juego ha sido aclamado por su avance gráfico del arcade al entonces, nueva generación de consolas, en la PlayStation 2.[110]

- Virtua Fighter 4 (Arcade, PS2) por Sega AM2 y Sega recibieron aclamación universal con una puntuación de 94/100 por Metacritic y es considerado haber puesto un nuevo estándar el los juegos de pelea 3D.[111][112]

- The Legend of Zelda: The Wind Waker (GC) por Nintendo EAD y Nintendo sigue manteniéndose considerado uno de los juegos más aclamados por la crítica de la generación. Los críticos elogiaron la dirección artística vívida y modo de juego que perdurará. Tiene una puntuación de 96% en Metacritic, y es el cuarto juego en obtener un puntaje perfecto de la revista japonesa de videojuegos Famitsu. Asimismo, The Legend of Zelda: Twilight Princess (GC) provo ser otro importante título que haya sido lanzado en la generación. El título es probablemente más recordado por la emoción que causó cuando fue anunciado en el E3 del 2004. Fue lanzado y recibido por una aclamación mundial con una puntuación de 96% en Metacritic. El juego atrajo muchos elogios por su escala y estilo cinemático con muchos críticos declarándolo el mejor juego de la franquicia.[113] También ha sido visto como un título de transición ya que fue lanzado para el Gamecube y el Wii, lo que lo volvió el título más vendido desde Ocarina of Time.